# Bồ Đào Nha lục địa

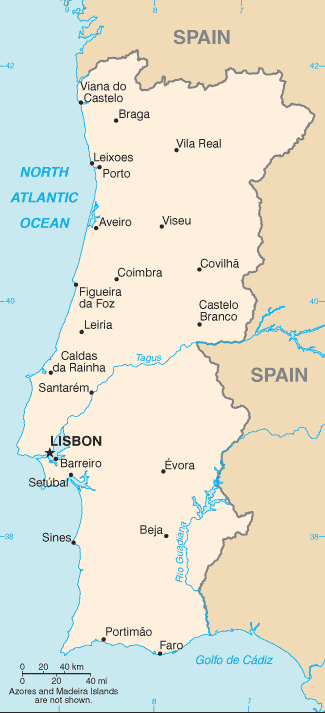
Bản đồ Bồ Đào Nha lục địa

Bồ Đào Nha lục địa hay Đại lục Bồ Đào Nha (tiếng Bồ Đào Nha: Portugal continental) là thuật ngữ thông tục được sử dụng để phân biệt phần của Nhà nước đơn nhất Bồ Đào Nha nằm trong Bán đảo Iberia (và như vậy trong Châu Âu lục địa). Đại lục Bồ Đào Nha thường được gọi, bởi cư dân sinh sống tại các quần đảo của Azores và Madeira, đơn giản là  lục địa  (tiếng Bồ Đào Nha: o continente) đề cập đến cả hai tình trạng xã hội-địa lý, và chính trị mà tồn tại giữa các đảo và chính quyền Lisbon. Trước năm 1975, khi lãnh thổ Bồ Đào Nha cũng bao gồm một số nước bây giờ giành được độc lập ở châu Phi, thuật ngữ  vùng đô thị  (tiếng Bồ Đào Nha: Metropole) cũng được sử dụng.

## Phân chia hành chính
Bồ Đào Nha lục địa được chia thành 18 tỉnh. Danh pháp các đơn vị lãnh thổ châu Âu về thống kê định nghĩa đa nguyên địa lý của đại lục Bồ Đào Nha và 2 quần đảo (vùng tự trị) là vùng cấp một Liên minh châu Âu (NUTS cấp 1).
Trong khi ở Bồ Đào Nha hiện đại, sự khác biệt giữa lãnh thổ lục địa và tổng số là không đáng kể (về diện tích), nó quan trọng trong sự tồn tại của Đế quốc Bồ Đào Nha, khi thuật ngữ này đã được sử dụng. Bồ Đào Nha lục địa có diện tích 89.015 kilômét vuông (34.369 dặm vuông Anh) hoặc 96,6% lãnh thổ quốc gia Bồ Đào Nha (92.145 kilômét vuông (35.577 dặm vuông Anh)) và 10.047.083 người (hay 95,1% tổng dân số 10.561.614).